# Sung Tongs
Sung Tongs je studiové album americké hudební skupiny Animal Collective. Vydáno bylo v květnu roku 2004 společností FatCat Records. Na albu se podíleli pouze dva ze čtyř členů kapely: David Portner (Avey Tare) a Noah Lennox (Panda Bear). Autory obalu alba jsou Rob Carmichael a Abigail Portner. Píseň „Winters Love“ byla použita v epoizodě „Super věc, kterou Bart už nikdy neudělá“ seriálu Simpsonovi (23. řada). Stejná píseň byla zařazena na soundtrack filmu Shortbus. V prosinci 2017 Portner s Lennoxem album přehráli v celém svém rozsahu u příležitosti 21. výročí založení serveru Pitchfork Media.

## Seznam skladeb
Autory všech skladeb jsou členové skupiny Animal Collective.
| Pořadí | Název                  | Délka |
| ------ | ---------------------- | ----- |
| 1.     | Leaf House             | 2:42  |
| 2.     | Who Could Win a Rabbit | 2:18  |
| 3.     | The Softest Voice      | 6:46  |
| 4.     | Winters Love           | 4:55  |
| 5.     | Kids on Holiday        | 5:47  |
| 6.     | Sweet Road             | 1:15  |
| 7.     | Visiting Friends       | 12:36 |
| 8.     | College                | 0:53  |
| 9.     | We Tigers              | 2:43  |
| 10.    | Mouth Wooed Her        | 4:24  |
| 11.    | Good Lovin Outside     | 4:26  |
| 12.    | Whaddit I Done         | 4:05  |